# 8kids
8kids est un groupe allemand de post-hardcore, originaire de Darmstadt.

## Histoire
8kids est formé en 2013 par deux musiciens, Hans Koch et Jonas Jakob, qui étaient déjà actifs depuis longtemps sur la scène musicale locale de Darmstadt. Plus tard, Emma McLellan, une batteuse, rejoint les musiciens.
En mars 2016, le groupe signe un contrat avec le label Melodie der Welt et l'agence de management Ever Ever Management. Un mois plus tôt, 8kids avait déjà signé un contrat d'enregistrement avec le label discographique autrichien Napalm Records. Début avril, le premier clip musical, Alles löst sich auf, est présenté sur la page d'accueil du magazine musical Visions ; à la fin du même mois, le groupe sort son premier EP, Dämonen. En août de la même année, le groupe joue au Olgas Rock à Oberhausen.
En avril 2017, le groupe fait la première partie de To the Rats and Wolves en Allemagne, en Autriche, en Suisse et en République tchèque. Fin mai, peu après la sortie de leur premier album Denen, die wir waren, réalisé en collaboration avec le producteur Kristian Kohlmannslehner, le groupe fait une courte tournée en Allemagne en tant que tête d'affiche avec Anorak. Il s'ensuit une petite tournée en Allemagne, en Autriche et en Suisse entre le 29 septembre et le 7 octobre 2017, en première partie de Van Holzen.
Entre le 17 janvier et le 3 février 2018, 8kids effectue une nouvelle tournée de concerts en Allemagne. Le groupe passe l'été à participer à des festivals de musique tels que le With Full Force, le Highfield Festival, le Green Juice Festival et le Hurricane Festival,. En mars et avril 2019, le groupe effectue une tournée en Allemagne et en Autriche avec Swiss et Die Andern. En mars, Wir bleiben Kids, un premier nouveau single avec Swiss en tant que musicien invité, sort. Fin mai, Kraft, le deuxième single du deuxième album studio Blūten, sorti le 23 août 2019,, est suivi d'une tournée de deux semaines en Allemagne intitulée Wir bleiben Kids, avec Swiss et Kind Kaputt en tant qu'invités. La tournée Für immer Kids, initialement prévue au printemps 2020, est reportée à l'année suivante, à l'exception d'un concert à Darmstadt. La sortie d'un enregistrement live de Leipzig sous la forme d'un EP live est annoncée pour l'été, qui s'appelle Live in Leipzig 2019, héberge cinq titres et sort le 14 août 2020 sur Napalm Records.
Fin avril 2022, le groupe annonce le départ de la batteuse Emma McLellan. Le nouveau batteur est Leif, qui est un ami proche des musiciens.

## Style musical
Les paroles des morceaux de ce groupe de trois personnes sont toutes écrites en anglais dans la phase initiale. Avec l'arrivée de la batteuse Emma McLellan, les morceaux sont écrites en allemand. Sur le premier EP Dämonen, la musique est décrite comme dynamique. Les morceaux contiennent des composantes émotionnelles et des influences pop, qui sont parfois croisées par de courts passages screamo. Le son du groupe oscille entre Caliban et divers artistes emo.
Les textes du groupe sont décrits comme profonds. Ainsi, le morceau Zeit, tirée du premier album Denen, die wir waren, parle de tristesse. Les paroles de la chanson ont pour toile de fond l'échec de la relation amoureuse du guitariste Hans Koch, qu'il n'a pu surmonter pendant une longue période. Les musiciens ont travaillé sur ce morceau pendant deux ans.

## Discographie
- 2016 : Dämonen (EP, Napalm Records)
- 2017 : Denen, die wir waren (album, Napalm Records)
- 2019 : Blūten (album, Napalm Records)
- 2020 : Live in Leipzig (EP live, Napalm Records)